# Lorri
Lorri (orm. Լոռի; [lɔˈri]ⓘ) – jedna z dziesięciu prowincji w Armenii. Leży w północnej części kraju i graniczy z Gruzją. Jej stolicą jest Wanadzor.
Na terenie prowincji znajdują się wpisane na listę światowego dziedzictwa kulturalnego UNESCO zespoły klasztorne Hachpat i Sanahin oraz położona pomiędzy nimi twierdza i klasztor Kayanberd. Oprócz nich, w regionie znajduje się wiele innych tego typu zabytkowych obiektów, takich jak Achtala i Odzun.

## Geografia
Prowincja Lorri składa się z 8 gmin miejskich i 91 gmin wiejskich:

### Gminy Miejskie
- Wanadzor
- Alawerdi
- Achtala
- Tumanian
- Szamluch
- Spitak
- Stepanawan
- Taszir